# Варма Калай
Варма Калай (тамильский: varmakkalai, малаялам и санскрит: marma-vidya/marmam) — ведическое традиционное искусство воздействия на 108 тайных точек на теле человека. Воздействие на точки может оказываться как для лечения так и для причинения вреда.
Лечебное направление Варма Калай называют медициной сиддхов.
Боевое направление имеет название Адимурай.

## История
Знание берёт начало у господа Шивы, который поведал его своему сыну Муругану. Последний, переодевшись стариком, передал это искусство мудрецу Агастье, который записал и распространил знание среди своих учеников, одним из которых был Боганатар.

## Боевое направление
Суть боевого искусства заключается в атаке тайных жизненно-важных точек противника: пальцем, ребром ладони, тупым предметом (палкой или посохом). В зависимости от локализации и способа воздействия, противник испытывает: нестерпимую боль, теряет сознание или умирает.  Является составной частью таких направлений как: Адимурая, Каларипаятту и Силамбама.

## Медицинское направление
Суть медицинского искусства Варма Калай  заключатся в воздействии на 108 тайных точек, в которых происходит застой жизненной силы (крови и лимфы), посредством акупрессуры. Правильная и глубокая активация нужных точек позволяет: балансировать тело и убирать перекосы позвоночника и таза, улучшить циркуляцию и оздоравливать внутренние органы, лечить параличи тяжёлые травмы и последствия операций.

## Связь с другими ведическими знаниями
Знание Варма Калай непосредственно связано с Аюрведой, и является её частью. Жизненно важные точки находятся в области семи Чакр и связаны с семью планетами Джйотиша и Хаст самудри. Знание о 108 тайных точках следует передавать только людям с чистым сознанием, изучающим ведическую философию и йогу. Боевое направление применяется только для самообороны, поскольку может нанести непоправимый вред здоровью. Владение медицинским направлением является благословением сиддхаров.

## Смотрите также
[править исходный код]
- Аюрведа
- Хаст саудри
- Боевое искусство
- Джйотиша
- Сиддхи